# Châtenoy (Loiret)
Châtenoy település Franciaországban, Loiret megyében. Lakosainak száma 424 fő (2022. január 1.). Châtenoy Auvilliers-en-Gâtinais, Beauchamps-sur-Huillard, Bouzy-la-Forêt, Chailly-en-Gâtinais, Coudroy, Saint-Martin-d’Abbat, Sury-aux-Bois és Vieilles-Maisons-sur-Joudry községekkel határos.

## Népesség
A település népességének változása:
| Lakosok száma | 278  | 290  | 295  | 430  | 454  | 480  | 471  | 445  | 436  | 424  |
|               | 1968 | 1982 | 1990 | 2006 | 2013 | 2015 | 2017 | 2019 | 2020 | 2022 |